# 2. подрињска лака пјешадијска бригада
2. подрињска лака пјешадијска бригада је била пјешадијска јединица Војске Републике Српске, у саставу Дринског корпуса.

## Историјат
Након повлачења јединица ЈНА (Ужичког корпуса) из БиХ, бригада је формирана 19. маја 1992. од јединица ТО Вишеград, под називом Вишеградска лака пјешадијска бригада, четног састава. Била је дио Херцеговачког корпуса ВРС, а по формирању Дринског корпуса ушла је у његов састав. Командно мјесто бригаде било је у Вишеграду. Командант је био резервни подофицир Драго Гавриловић, а од јуна 1992. капетан I класе Винко Пандуревић. Бригада је имала око 1.000 бораца и старјешина резервног састава и четири професионална официра и подофицира. Зона одбране бригаде обухватала је српска насеља у општини Вишеград и уже градско подручје Вишеграда. У септембру 1992. бригада је ушла у састав Територијалне групе "Вишеград", коју је сачињавало пет лаких пјешадијских бригада из горњег Подриња (Рудо, Вишеград, Чајниче, Рогатица и Горажде). У октобру 1992, након погибије потпуковника Радивоја Вучковића, команду над Територијалном групом "Вишеград" преузео је капетан I класе Винко Пандуревић, а за команданта Вишеградске лаке пјешадијске бригаде постављен је потпуковник Лука Драгичевић. Након формирања Дринског корпуса ВРС, Вишеградска бригада је 21. новембра 1992. преименована у 2. подрињску лаку пјешадијску бригаду, батаљонског састава, са два батаљона, самосталном интервентном четом и јединицама подршке. Бригада је утицала на сламање офанзиве Армије БиХ из правца Међеђе на Рудо јануара 1993. У мају исте године, у садејству са другим јединицама Дринског корпуса, била је носилац борбених дејстава у долини Дрине, од Вишеграда до Устипраче, и ослободила је цјелокупну територију општине Вишеград. Крајем 1993. и у првој половини 1994. јединице бригаде учествовале су у борбама на прилазима Горажду, Трнову и на Игману, заједно са другим јединицама ВРС (Дрински и Сарајевско-романијски корпус). У августу 1993. за команданта бригаде постављен је потпуковник Бранко Кужић. До краја рата дијелови бригаде учествовали су у борбама у зони Сарајевско-романијског корпуса, на планини Игман, Нишићкој висоравни, као и у зони Херцеговачког корпуса у одбрани Требиња, те у зони Дринског корпуса на подручју Зворника и Теочака. У октобру 1994. бригада се спојила са дијеловима Горажданске бригаде и постала 5. подрињска лака пјешадијска бригада.
У току 1995. интервентна чета бригаде учествовала је у ослобађању Жепе, а затим је ушла у састав Јуришне бригаде Дринског корпуса, под командом потпуковника Винка Пандуревића и учествовала је у покушају сламања хрватско-муслиманске офанзиве у рејону Гламоча. У редовима 2. подрињске лаке пјешадијске бригаде била је чета
добровољаца из Русије. Током Одбрамбено-отаџбинског рата 1992-1995. погинула су 154 борца, укључујући и три руска добровољца, теже су рањена 63, а лакше 120 бораца . Током рата умрло је седам бораца. Спомен-соба припадницима ове бригаде и централни споменик погинулим борцима налази се у Вишеграду.